# WTA Fort Lauderdale
Das WTA Fort Lauderdale (offiziell: Lynda Carter/Maybelline Classic) ist ein ehemaliges Damen-Tennisturnier der WTA Tour, das in der Stadt Fort Lauderdale ausgetragen wurde.

## Siegerliste

### Einzel
| Jahr | Siegerin            | Finalgegnerin    | Ergebnis      |
| ---- | ------------------- | ---------------- | ------------- |
| 1971 | Françoise Dürr      | Billie Jean King | 6:3, 3:6, 6:3 |
| 1972 | Chris Evert         | Billie Jean King | 6:1, 6:0      |
| 1973 | Chris Evert         | Virgina Wade     | 6:1, 6:2      |
| 1974 | Chris Evert         | Kerry Melville   | kampflos      |
| 1984 | Martina Navratilova | Michelle Torres  | 6:1, 6:0      |
| 1985 | Martina Navratilova | Steffi Graf      | 6:3, 6:1      |

### Doppel
| Jahr | Siegerinnen                          | Finalgegnerinnen               | Ergebnis      |
| ---- | ------------------------------------ | ------------------------------ | ------------- |
| 1972 | Judy Tegart Françoise Dürr           | Nancy Richey Virginia Wade     | 6:3, 6:2      |
| 1973 | Gail Sherriff Virginia Wade          | Evonne Goolagong Janet Young   | 4:6, 6:3, 6:2 |
| 1974 | Françoise Dürr Betty Stöve           | Patti Hogan Sharon Walsh       | 6:3, 6:2      |
| 1984 | Martina Navratilova Elizabeth Smylie | Barbara Potter Sharon Walsh    | 6:1, 6:0      |
| 1985 | Gigi Fernández Robin White           | Rosalyn Fairbank Beverly Mould | 6:2, 7:5      |